# ترس‌دندان‌خزنده
ترس‌دندان‌خزنده (نام علمی: Dinodontosaurus) نام یک سرده از فروراسته دوسگ‌دندان است.